# Te dejaré de amar
Te dejaré de amar es una telenovela mexicana producida por Alejandra Hernández para TV Azteca en 1996.  
Está protagonizada antagónicamente por Rocío Banquells junto a Rafael Sánchez Navarro, además con la actuación antagónica de Miguel Varoni y con la participación estelar de Gladys Jiménez y Javier Gómez. También cuenta con la actuación especial del primer actor Héctor Bonilla y la primera actriz Ana Ofelia Murguía.

## Argumento
Ana Laura Robledo es una mujer entusiasta, independiente y soñadora con deseos de superarse en el negocio de la floricultura, sin embargo sufre mucho al darse cuenta de las flores sólo son el disfraz que cubre las mentiras, intrigas y envidias que envuelven su vida. Felipe Montiel, su primer novio, debido a la envidia y celos profesionales que siente hacia su novia, la involucra en un fraude millonario en la empresa FLORES DE MEXICO de propiedad de la familia Larios.
Bajo estas circunstancias la vida de Ana Laura cambia de manera radical, ya que conoce a la familia conformada por Sebastián Larios, un mujeriego que solo quiere una aventura fugaz y apasionante con ella pero sin ninguna seriedad o compromiso, su hermano mayor Evaristo Larios un hombre que la atrapa con sus encantos de hombre maduro y encanto paternal, con los cuales logra convertirla en su esposa inmediatamente, pero que con el tiempo la hace presa de un mundo de vanidad y frivolidades, y por último, la hermana Violeta Larios una mujer llena de envidia y ambicionando el control de la empresa familiar convirtiéndose en su eterna rival. 
Desde ese entonces, Ana Laura vive infeliz, debido a los maltratos y las humillaciones de su familia, solo encuentra la paz y el amor cuando conoce a Juan Santos Elizalde, un hombre inteligente y apasionado, dedicado a su empresa de perfumes. Ana Laura y Juan se sumergen en un aroma intenso para vivir una historia de amor apasionante en la que tendrán que superar muchos obstáculos, iniciando por la envidiosa Violeta, que hará hasta lo imposible para que no estén juntos ya que también sea enamorado del mismo hombre, con la venganza de Evaristo quién en realidad esconde un espíritu perverso que busca la forma de destruirlos, y por Sebastián que sea ha dado cuenta poco a poco que verdaderamente ama a Ana Laura.

## Reparto
- Rocío Banquells como Violeta Larios.
- Miguel Varoni como Evaristo Larios.
- Rafael Sánchez Navarro como Juan Santos Elizalde.
- Gladys Jiménez como Ana Laura.
- Javier Gómez como Sebastián Larios.
- Ana Ofelia Murguía como Alicia Larios.
- José Luis Franco como Felipe Montiel.
- Gina Moret como Rita.
- Miltón Cortez como Rudy.
- Francesca como Paulina.
- María Fernanda García como Ligia.
- Alicia Bonet como Sandra.
- Roberto Carrera como Antonio.
- Déborah Ríos como Paulette.
- Nora Parra como Irina.
- Adriana Parra como Andrea.
- Jorge Fink como Ramiro.
- Farnesio de Bernal como Jack.
- Mineko Mori
- Lucía Muñoz

- Datos: Q10931508